# Парк Гуэль
Парк Гуэль (исп. Parque Güell; кат. Parc Güell) — парк в верхней части Барселоны, созданный Антонио Гауди в 1900—1914 годах. Представляет собой сочетание садов и жилых зон, площадь парка составляет 17,18 га.

## История создания
Парк был задуман Эусеби Гуэлем как зелёная жилая зона в стиле модной в то время в Англии градостроительной концепции города-сада. Именно поэтому в названии парка каталонское слово «Parc» пишется на английский манер «Park». Для реализации своего проекта в 1901 году Гуэль приобрёл 15 гектаров земли, которая была разрезана на 62 участка под строительство частных особняков. Все участки были выставлены на продажу, но продать удалось только два: пустынная местность, удалённая от центра города, не привлекала барселонцев.
Работы по созданию парка были начаты в 1901 году и велись в три этапа. На первом было выполнено укрепление и обустройство склонов холма «Лысая гора», расположенного в «верхней», ближней к горам, части Барселоны. На втором этапе были проложены внутренние подъездные дороги, построены входные павильоны и окружающие территорию стены. Для досуга и собраний будущих жителей была создана колоннада рынка с верхней центральной эспланадой и возведён образец жилого дома для показа будущим покупателям. Во время заключительного этапа проекта в 1910—1913 гг. была создана знаменитая извилистая скамейка и запланирована постройка нескольких особняков на проданных участках. Новые здания должны были стать дополнением к двум уже имеющимся домам, один из которых принадлежал другу Гауди адвокату М. Триасу-и-Доменеку и был выполнен по проекту архитектора Жули Бальевеля (кат. Juli Batllevell i Arús), а второй построен Франсеском Беренгером (кат. Francesc d'Assís Berenguer i Mestres) и выставлен на продажу. Поскольку покупателей не нашлось, по совету Гуэля, в 1906 году дом был приобретён самим Гауди, где он и жил вплоть до 1925 года. Третий дом на территории парка, служивший образцом для потенциальных покупателей, был куплен Гуэлем и после некоторых переделок превращён им в 1910 году в свою резиденцию. Все дома сохранились до наших дней. Резиденция Гуэля со временем была передана под муниципальную школу, в бывшем особняке Гауди теперь расположен дом-музей его имени, а дом Триаса-и-Доменека и по сей день принадлежит этой семье. Экономические неудачи проекта вынудили наследников Гуэля продать парк мэрии Барселоны, которая превратила его в городской парк.

## Устройство

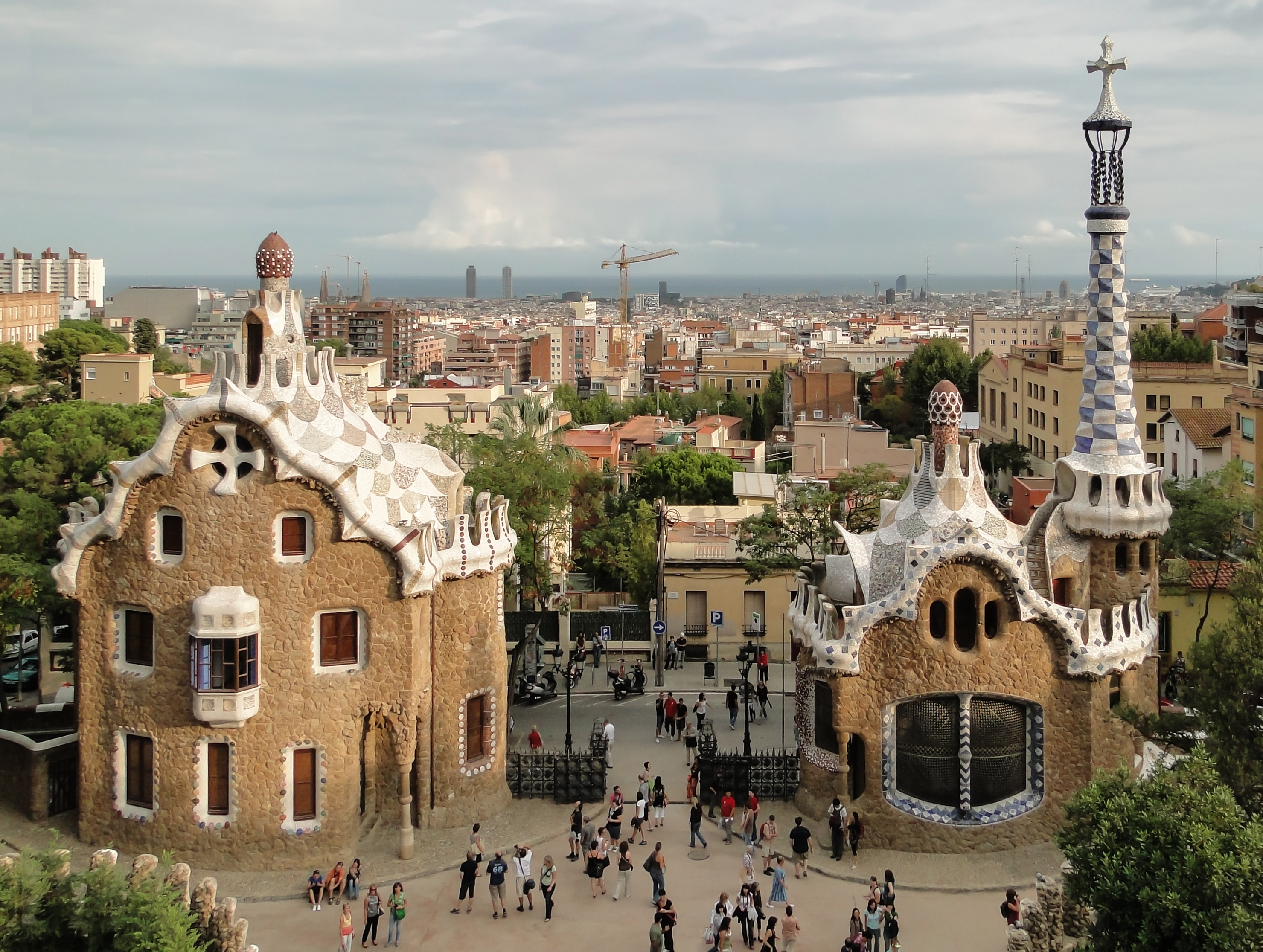
Два павильона у входа в парк

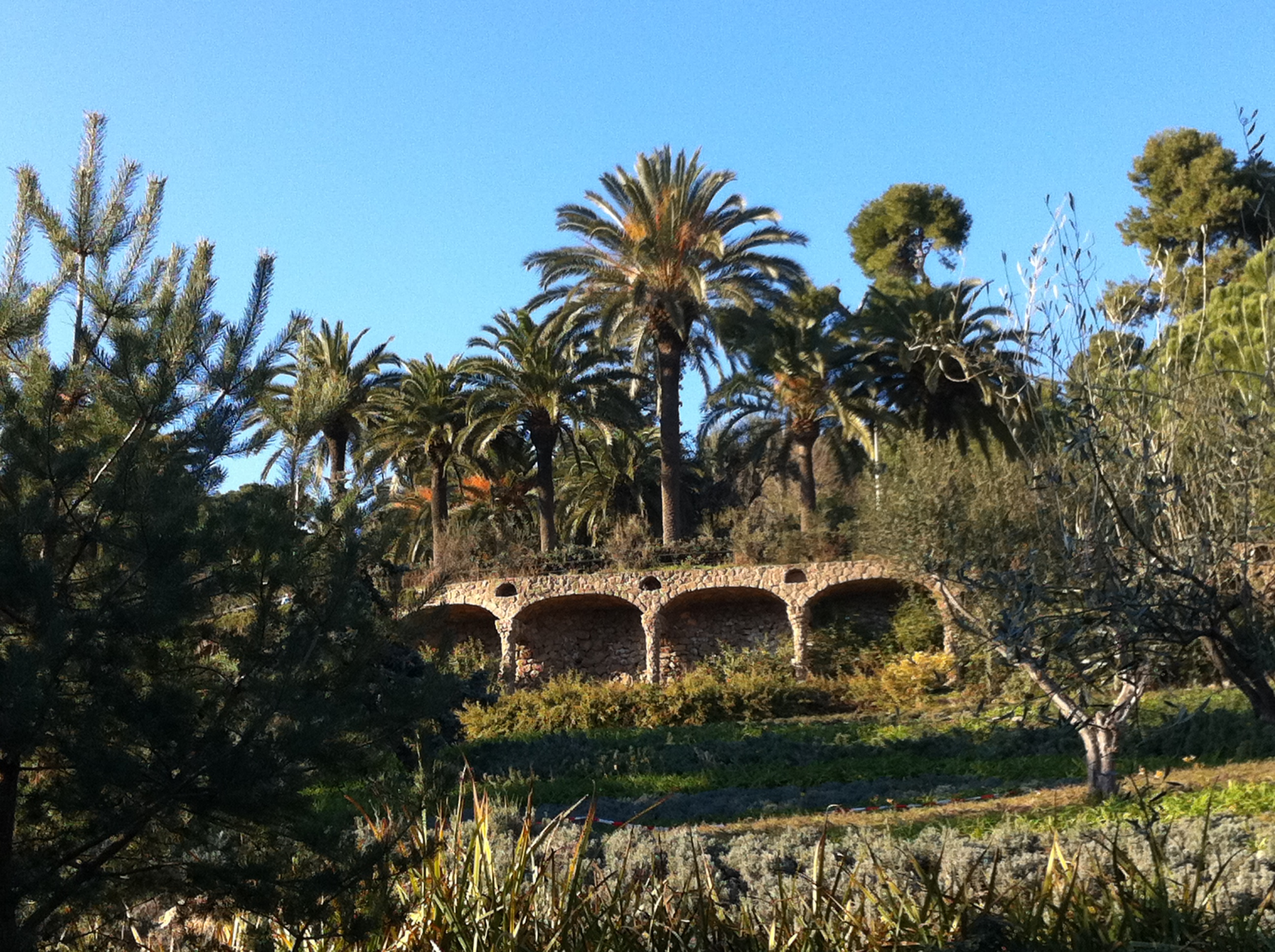
В парке Гуэля

Центральный вход с двумя совершенно фантастическими по форме домиками является наиболее замечательным уголком парка. Правый павильон с пинаклем, увенчанным типичным для Гауди пятилучевым крестом, был предназначен под контору администрации парка, левый павильон был построен для привратника. Причудливый декор этих сказочных домиков делает их скорее скульптурными, нежели архитектурными произведениями. Парадная лестница с фонтанами ведёт в гипостильный зал, известный как «Зал ста колонн». На нижней площадке лестницы помещён любимый персонаж Гауди — мозаичная Саламандра, средняя площадка украшена медальоном с четырёхполосным каталонским флагом и головой змеи, а на верхней террасе, являющейся центром всего паркового ансамбля и расположенной над гипостильным залом, находится длинная, изогнутая в форме морского змея скамья. При создании декора этой скамьи Гауди сотрудничал с одним из своих учеников Жузепом Марией Жужолем (кат. Josep Maria Jujol i Gibert). Именно последний создал знаменитые коллажи из осколков керамических изразцов, битого стекла и других строительных отходов, опередившие многие произведения абстракционизма и сюрреализма. Профилю скамьи была придана специальная форма, совпадающая с очертаниями тела сидящего человека. Гауди добился этого, усадив рабочего на непросохшую глину и «замерив» таким образом изгиб спины.
«Зал ста колонн» на самом деле содержит 86 дорических колонн и имеет хорошую акустику, что часто используется местными музыкантами. Его потолок, имеющий замысловатую форму, украшен мозаикой и фальшивыми замка́ми всё с той же причудливой керамической облицовкой, что и скамейка парка. Под главной эспланадой находится скрытая система ливневой канализации, использовавшейся для водоснабжения парка: вода попадала в специальную цистерну по трубам, помещённым внутри колонн. От главной площади парка и вокруг него протянута сеть пешеходных дорог и тропинок, ведущих в прогулочные аллеи, построенные Гауди из местного камня и за свой причудливый вид получившие название Птичьих гнёзд. «Гнёзда» выступают прямо из склонов холма и кажутся сросшимися с ним, а внутреннее пространство каменной галереи, организованное при помощи наклона колонн и опорных стен, создаёт зачаровывающую игру перспективы.
На территории парка расположен Дом-музей Гауди. Он был открыт в его бывшем особняке в 1963 году Обществом друзей архитектора и содержит образцы мебели, созданной Гауди, в частности, мебель из дома Бальо и дома Мила.
В 1962 году архитектурный ансамбль парка был объявлен художественным памятником Барселоны, в 1969 году — памятником национального значения, а в 1984 году парк Гуэль вместе с другими творениями Антонио Гауди включён в Список Всемирного наследия ЮНЕСКО.

## Расположение и доступ
Парк состоит из двух зон: закрытой и открытой. Открытую зону могут посетить все желающие, для посещения закрытой зоны необходимо купить билет.
От станции метрополитена «Alfons X» 4-й линии до главного входа в парк ходит парковый мини-автобус.
Также в 15-20 минутах ходьбы от парка соответственно находятся станции «Валькарка» (Vallcarca) и «Лессепс» (Lesseps) линии 3 метрополитена.

## Галерея

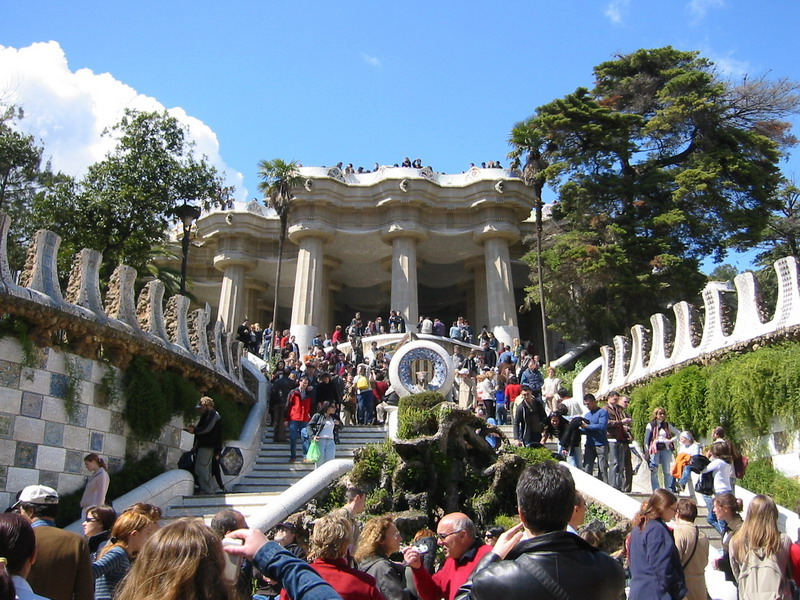
Парадная лестница
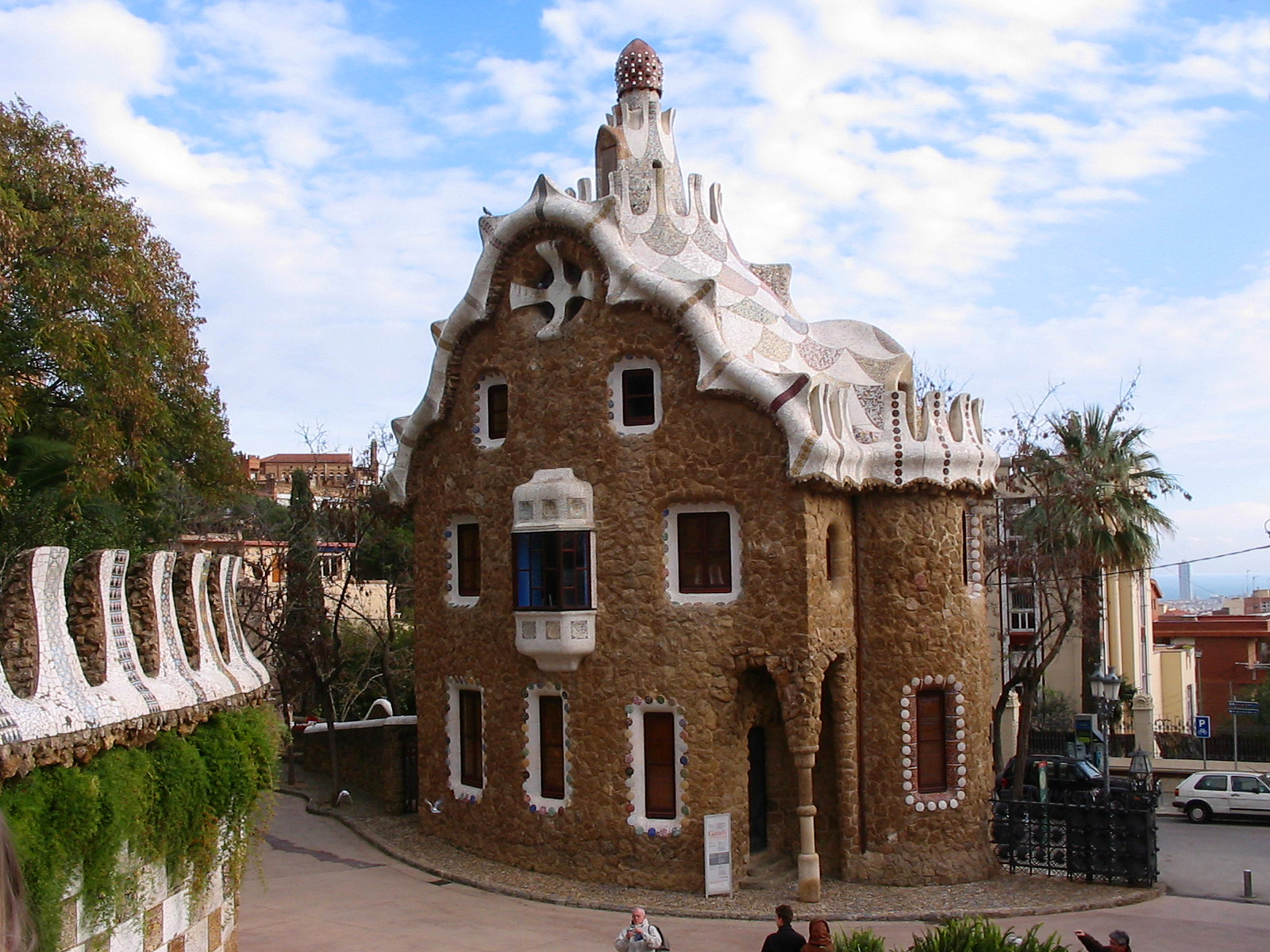
Здание сторожки
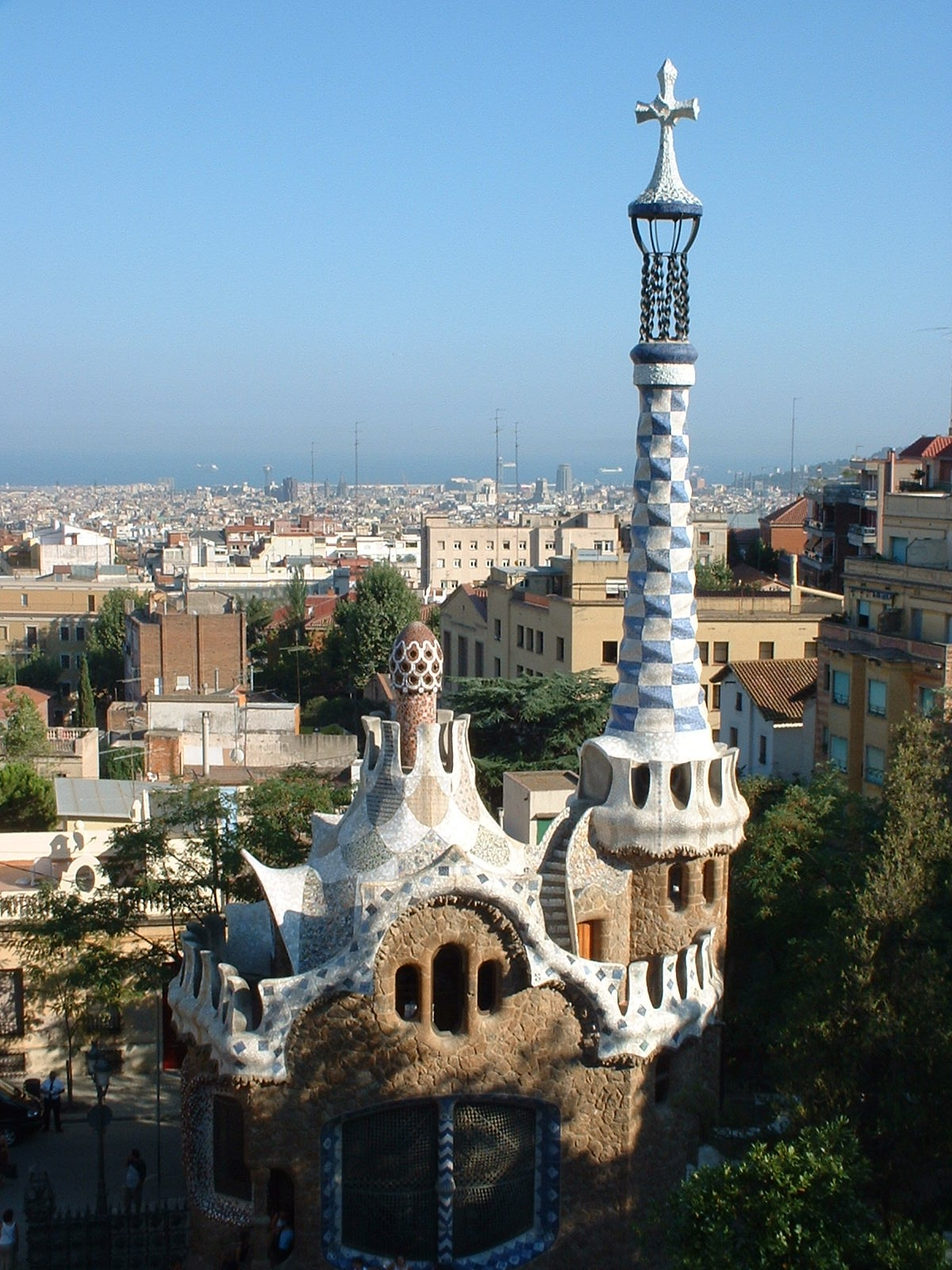
Здание администрации парка
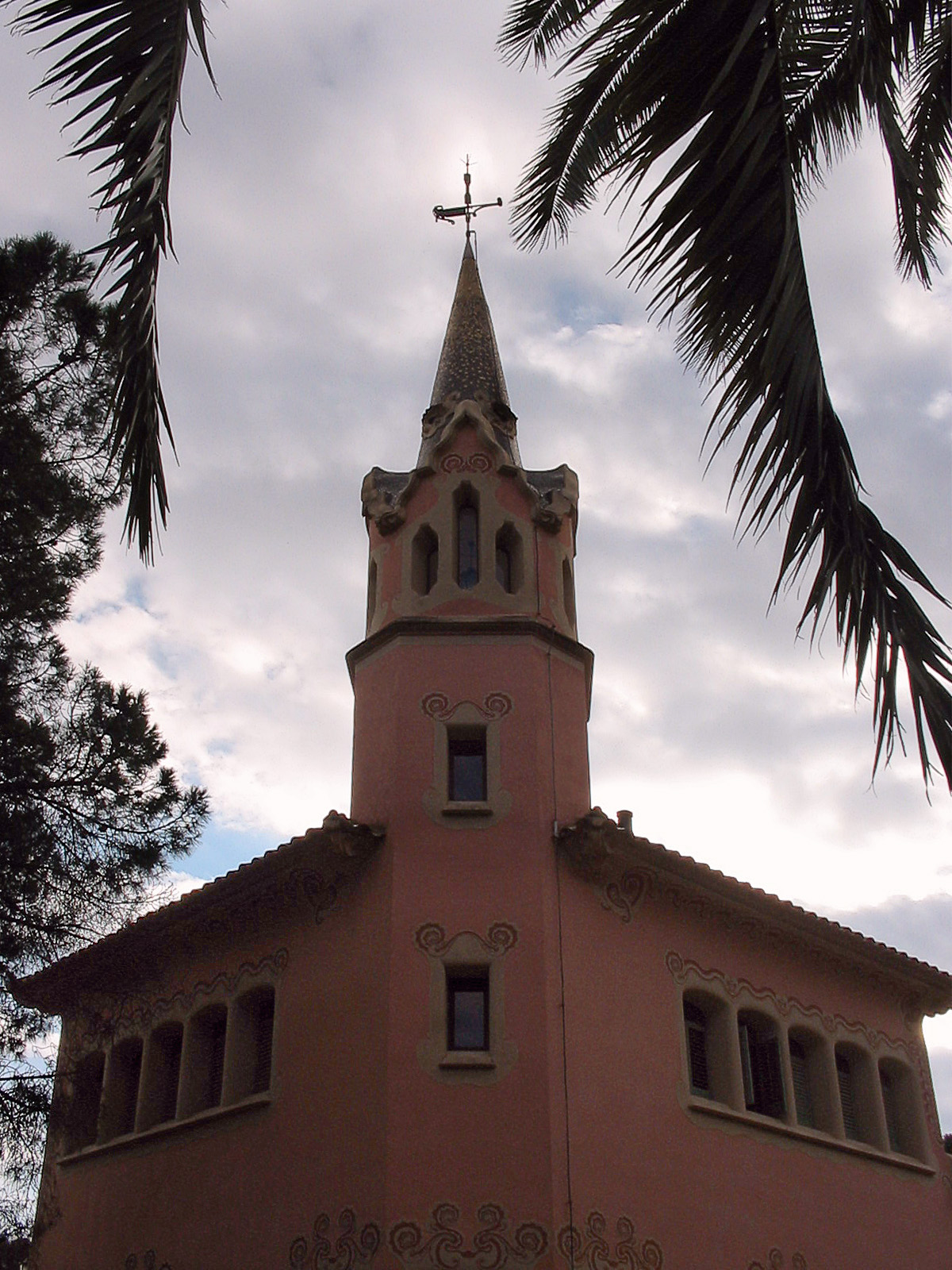
Дом-музей Гауди
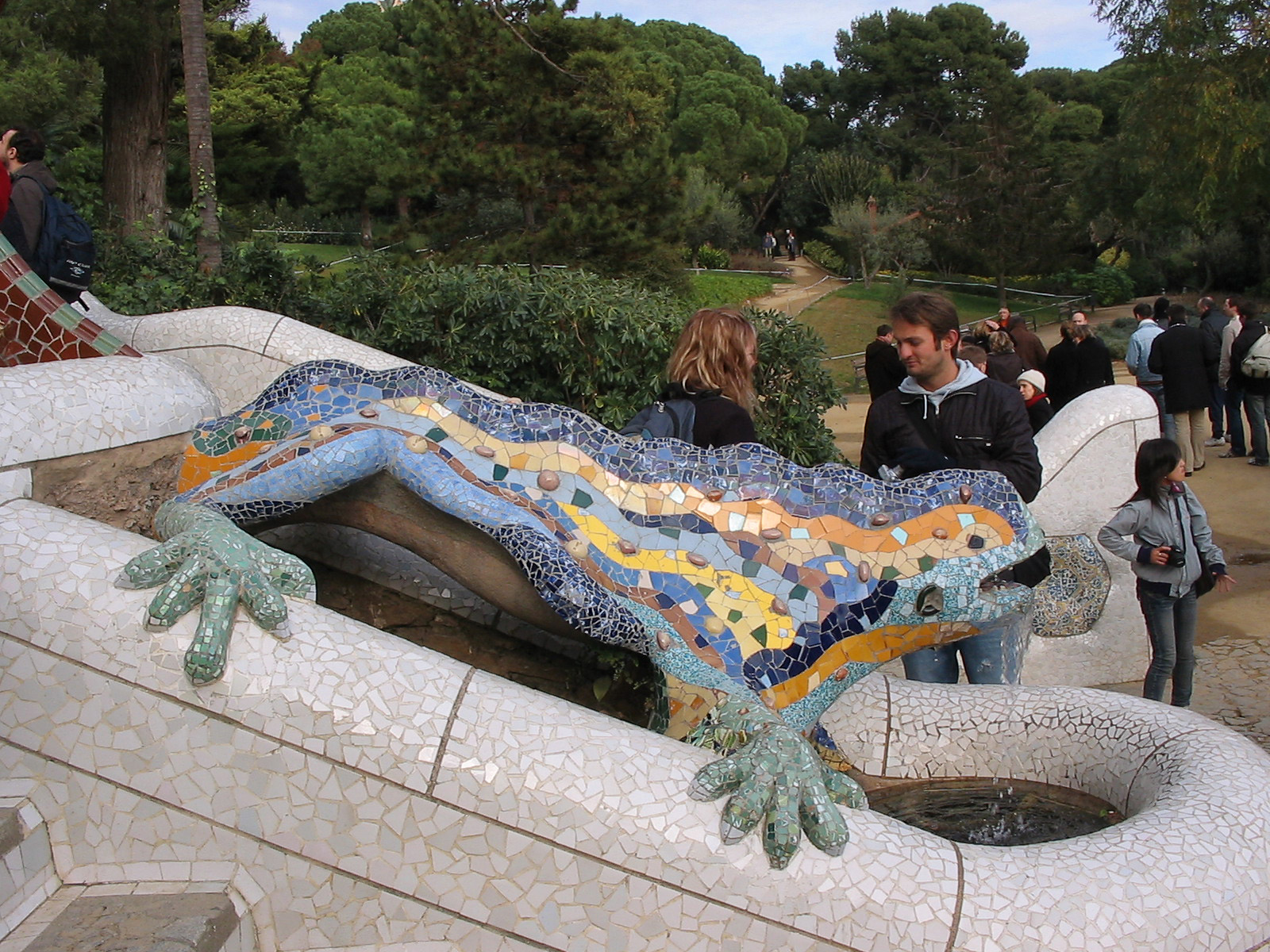
Мозаичная саламандра
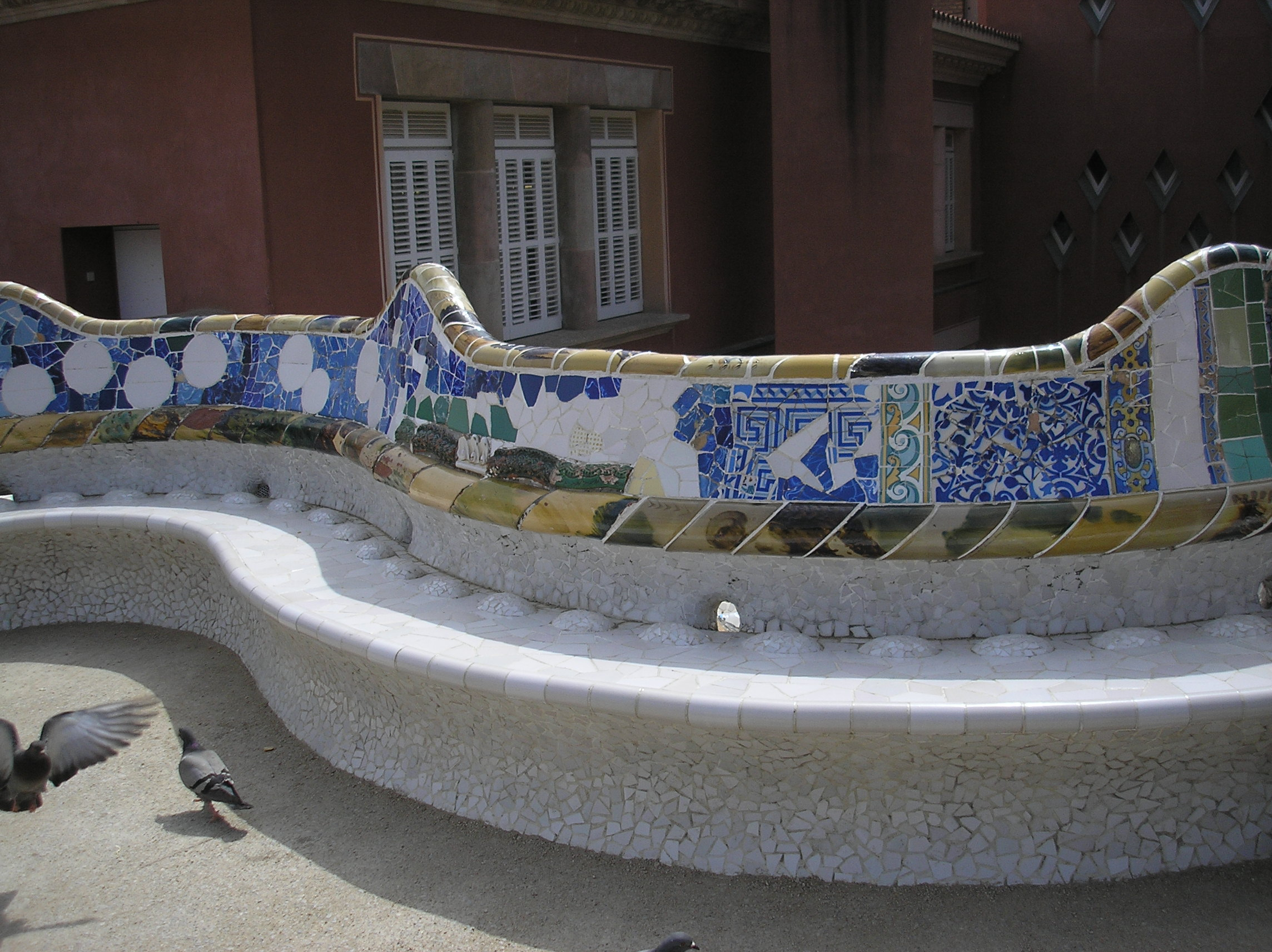
Фрагмент скамейки
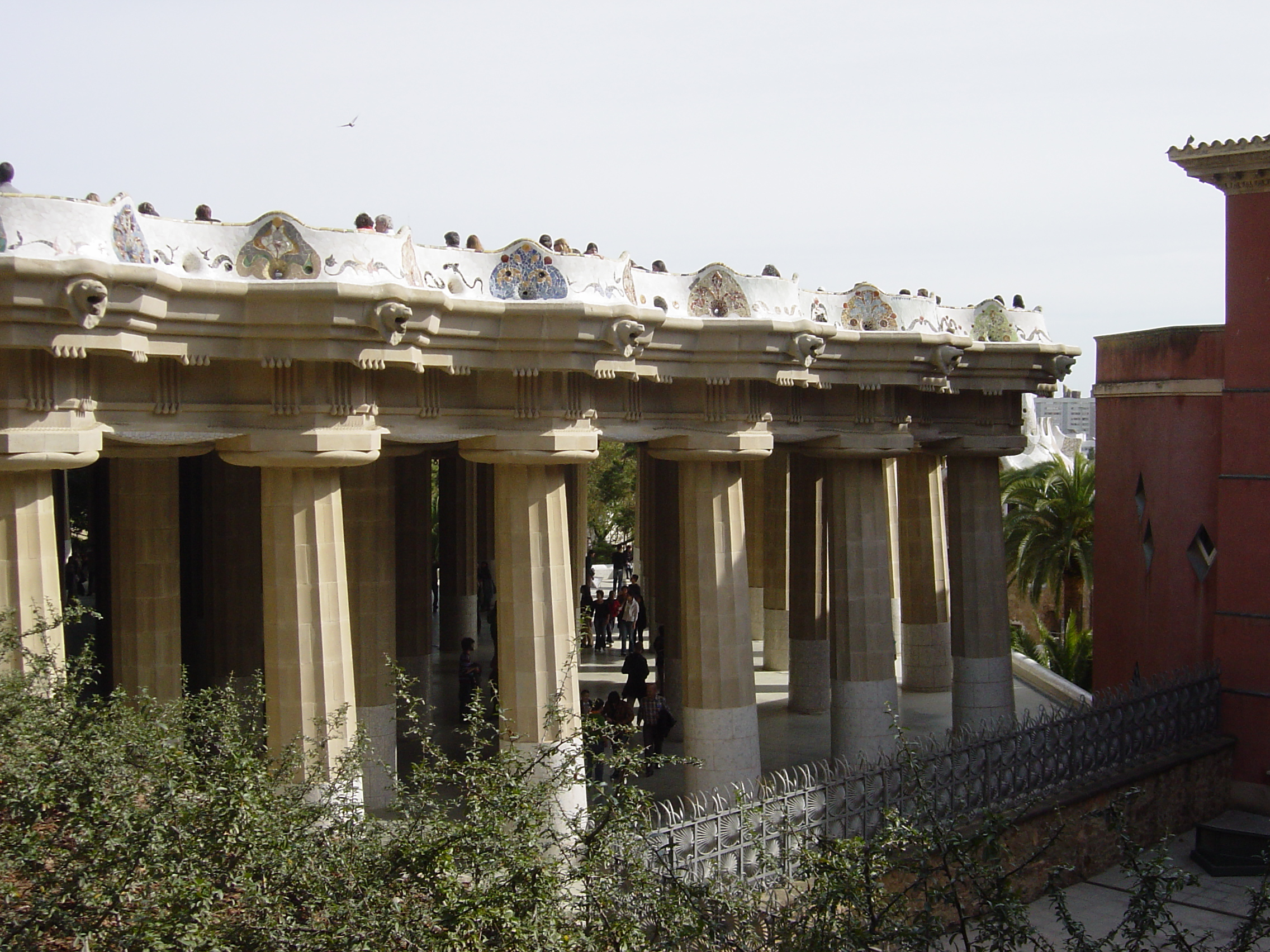
Зал ста колонн
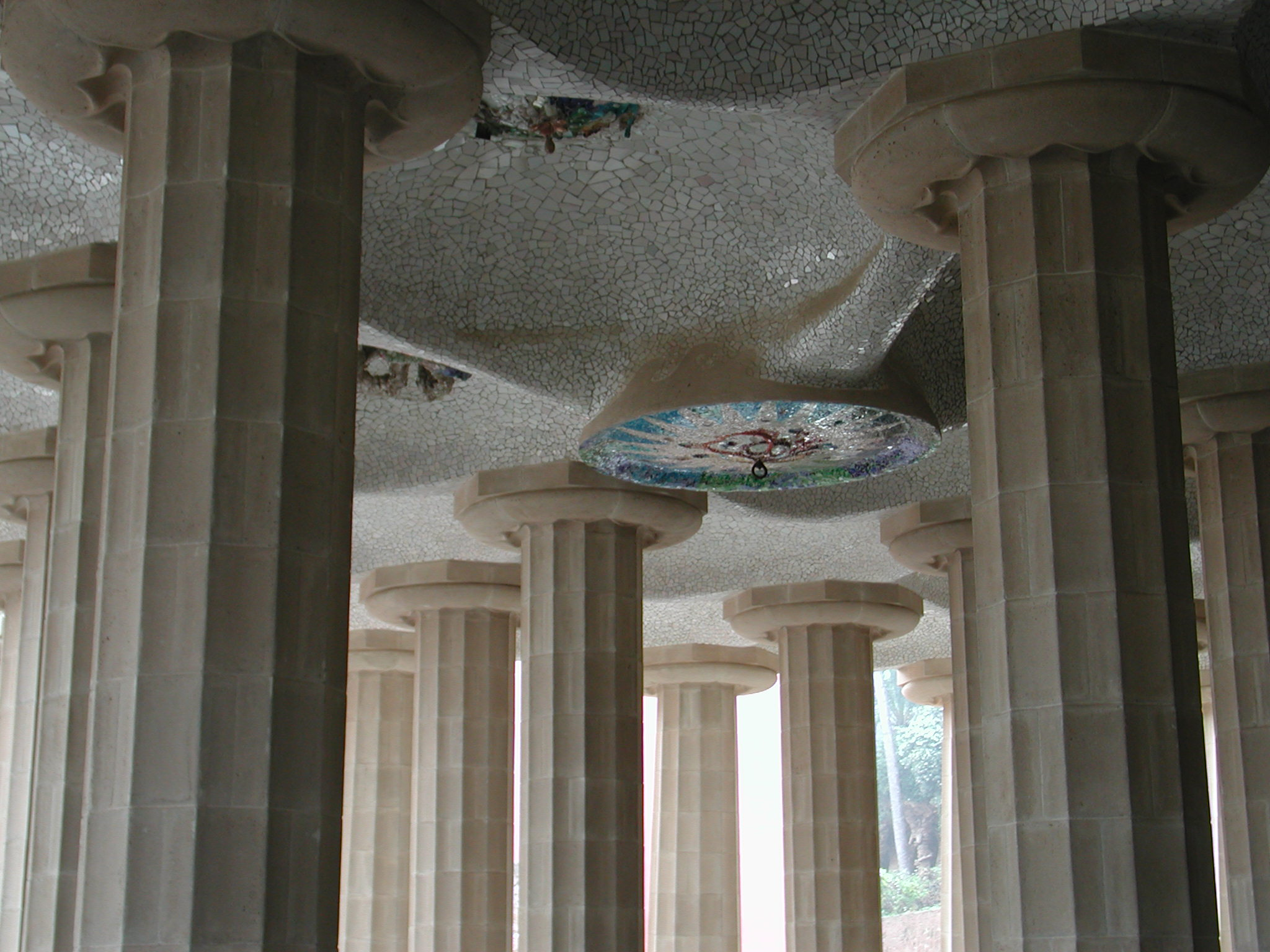
Потолок Зала ста колонн
Фальшивый замок на потолке Зала ста колонн
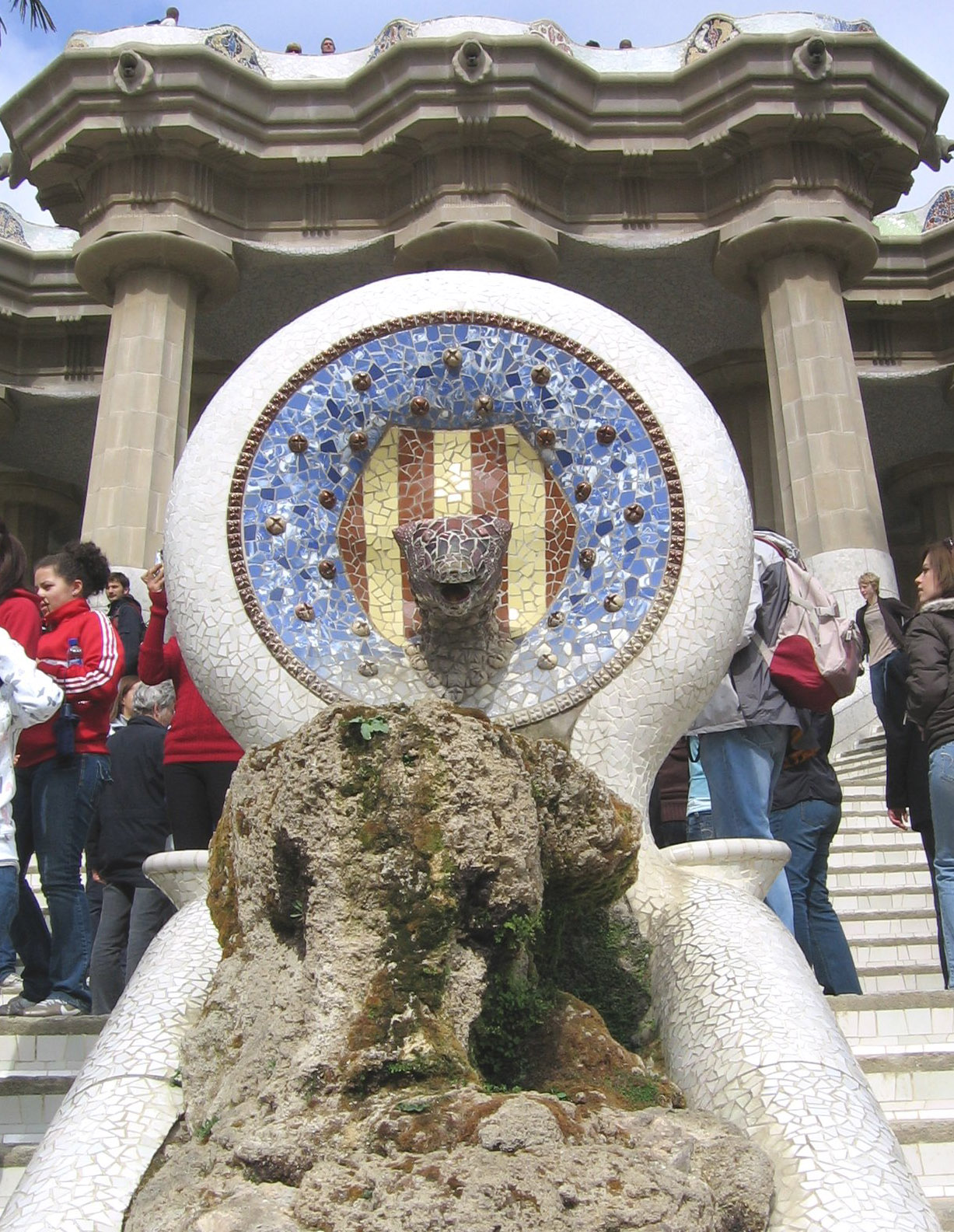
Медальон с головой змеи
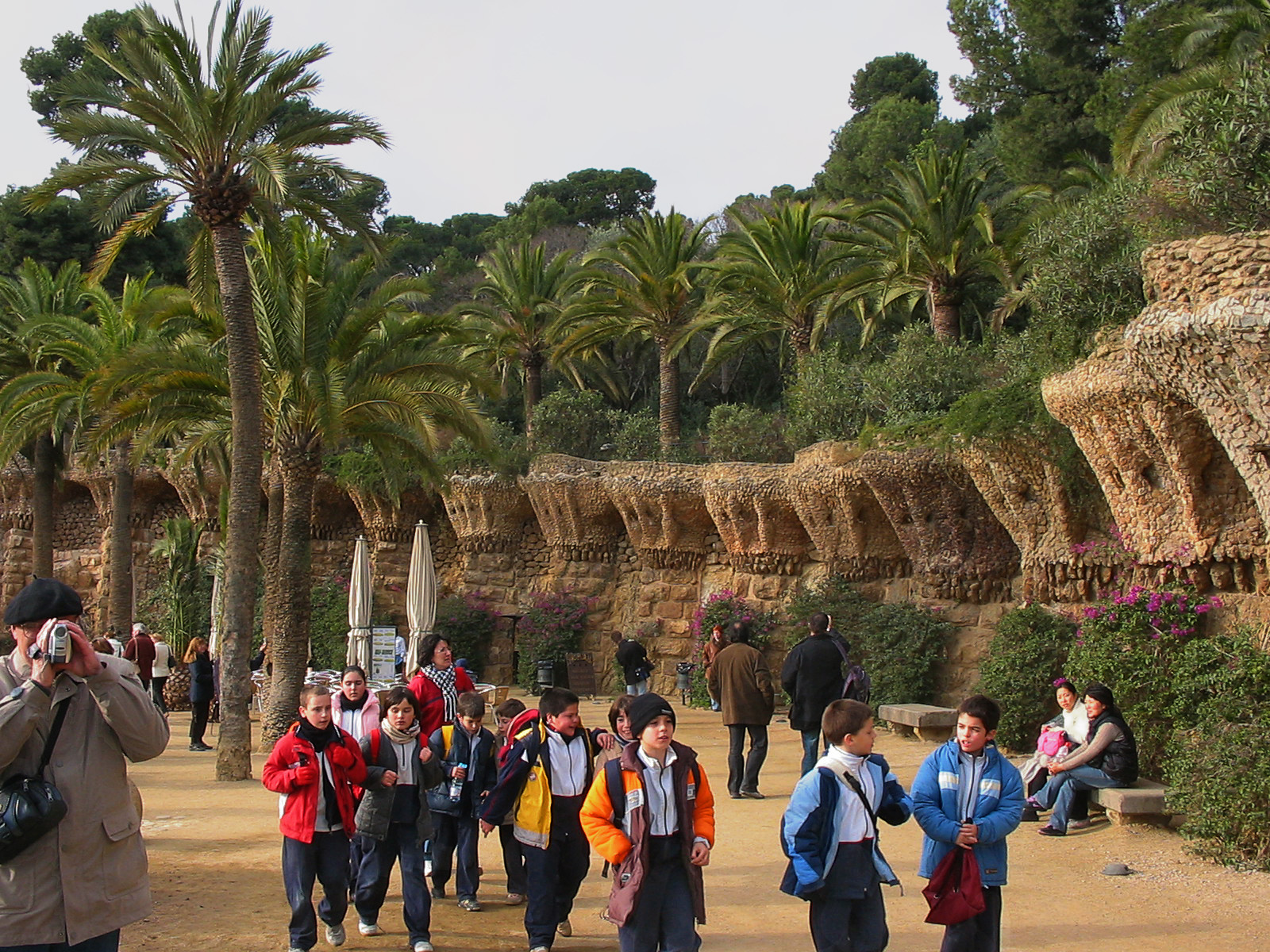
«Птичьи гнёзда»
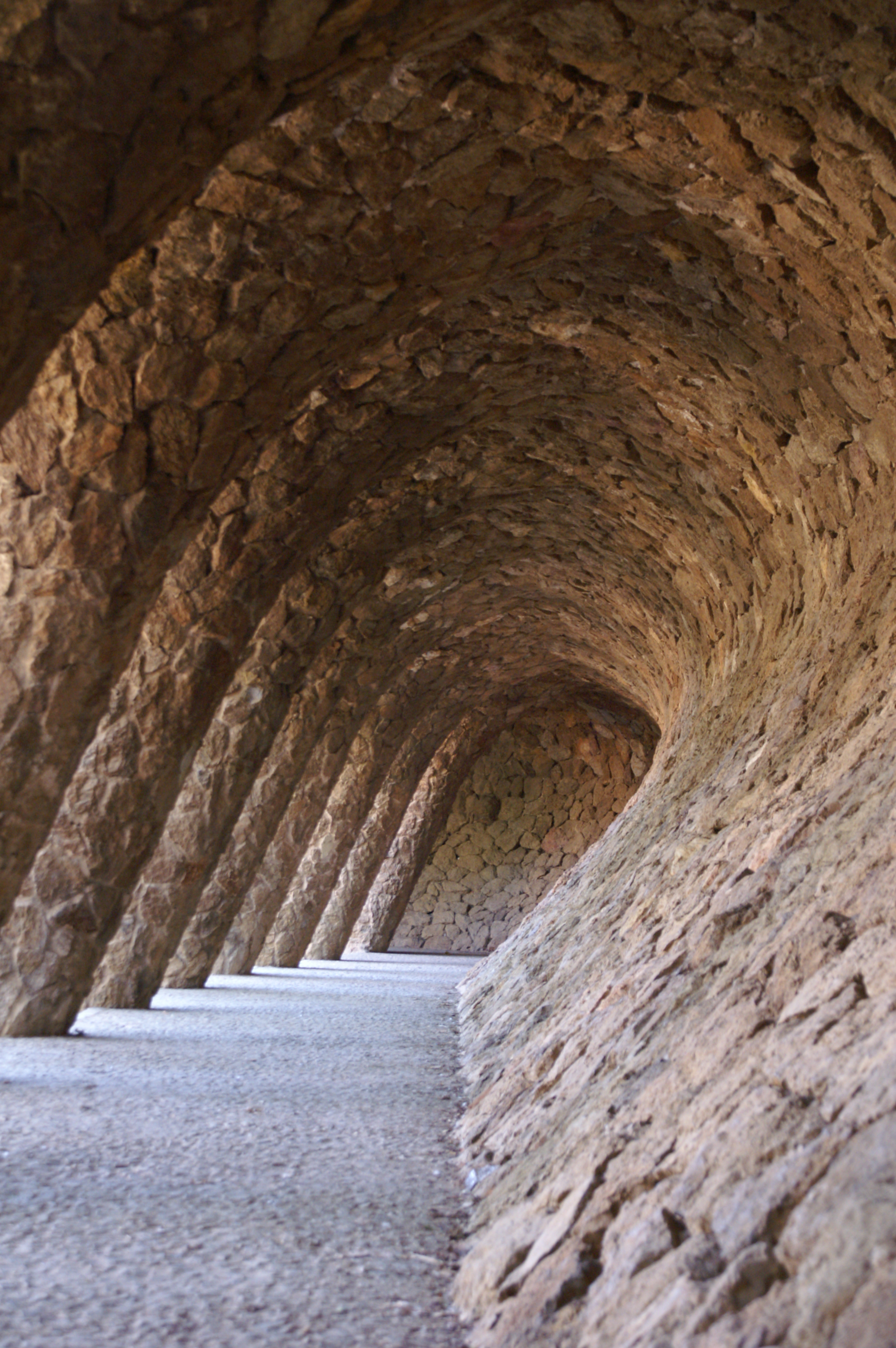
Прогулочная аллея